# 小童
小童（こわっぱ / kowappa）は、日本の2ピースロックバンド。元mappaというバンドのメンバー2人により構成されている。2024年6月18日に活動休止。

## 概要
時代を逆行するような無骨なロックサウンドに乗せせ飾り気のない真っ直ぐな言葉を、Vo.kopi（こぴ）が表情豊かな歌声で歌い上げる。
バンド名の「小童」は、”童心”を忘れずに純粋に音楽に向き合っていくという意思、誰かにとっての”憧れ”で在りたい想いが込められている。
メンバーはkopiとmihiroの2人により構成されているが、この2人は学生時代にmappaという4人組バンドを結成していた。
kopiは現在こぴとしてYouTuber、俳優、タレントとして幅広く活動している。自身のYouTubeの登録者数は25万人にも及び、テレビ番組や舞台等に出演しつつオリジナル、カバーの歌動画や、お酒を飲む動画等で人気を集めている。
mihiroは現在社会人として働く傍ら音楽制作を行い、楽曲の提供や自身の所属する小童やnoteというバンドの活動を行っている。
それぞれ個人としての活動がある中で、納得のいく音楽を届けることが出来なくなった事を理由に、2人で相談の上で”活動休止”という形を選択しことがX（旧Twitter）で発表された。

## メンバー
kopi / こぴ
- ボーカルとギターを担当し、数曲の作詞作曲を手がける。
- YouTuber、俳優、タレント等幅広い分野で活動している。

mihiro
- ギターとを担当し、数曲の作詞作曲を手がける。
- 自身の所属するnoteというバンドも兼任しており、様々な楽器を扱うことができる。

## ディスコグラフィ

### 配信限定シングル
|     | 発売日         | タイトル                                     | 規格                   | 収録曲                                 |
| --- | -------------- | -------------------------------------------- | ---------------------- | -------------------------------------- |
| 1st | 2022年9月5日   | 耳鳴り - Single                              | デジタル・ダウンロード | 1. 耳鳴り 2. フォトグラフ              |
| 2nd | 2022年11月8日  | 秋澄む、君と - Single                        | デジタル・ダウンロード | 1. 秋澄む、君と                        |
| 3rd | 2022年11月25日 | 自文学 - Single                              | デジタル・ダウンロード | 1. 自文学                              |
| 4th | 2022年12月2日  | ピアス - Single                              | デジタル・ダウンロード | 1. ピアス                              |
| 5th | 2023年3月18日  | 未来の唄 - Single                            | デジタル・ダウンロード | 1. 未来の唄                            |
| 6th | 2023年4月14日  | 朝月に霞む（feat.Lefty Hand Cream） - Single | デジタル・ダウンロード | 1. 朝月に霞む（feat.Lefty Hand Cream） |

### ミニアルバム
|     | 発売日       | タイトル  | 規格                   | 収録曲                                                                            |
| --- | ------------ | --------- | ---------------------- | --------------------------------------------------------------------------------- |
| 1st | 2023年5月5日 | 童歌 - EP | デジタル・ダウンロード | 1. ダイアリー 2. 一生のお願い 3. ひと芝居 4. 書き置き 5. 耳鳴り（monologue ver.） |

## ミュージックビデオ
|     | 公開日        | タイトル                                                  |
| --- | ------------- | --------------------------------------------------------- |
| 1st | 2022年9月2日  | 小童「耳鳴り」(MUSIC VIDEO)                               |
| 2nd | 2023年4月9日  | 未来の唄 / 小童 【short MV】                              |
| 3rd | 2023年4月15日 | 小童 feat. Lefty Hand Cream「朝月に霞む 」（MUSIC VIDEO） |

## ライブ

### 音GYAAA!!
2023年に小童主催で開催されるライブ。小童初参加となる。
| 公演日   | 会場                   |
| -------- | ---------------------- |
| 10月14日 | 東京・新宿MARZ         |
| 10月22日 | 東京・SHIBUYA THE GAME |